# 1-辛烯
1-辛烯，又名正辛烯，常溫下為無色液體，是含有8個碳原子的直鏈烯烴，化學式為C8H16。它可用于表面活性剂、增塑剂、高分子材料的生产，也能用作食品添加剂。